# Sfera (constellation de satellites)
Cet article concerne la constellation de satellites. Pour les satellites géodésiques russes, voir Sfera.
Sfera (en russe : Сфера, Sphère), anciennement Efir, est une méga-constellation de satellites russe dont le développement a été annoncé en 2018 et dont le déploiement devrait débuter en 2024. Celle-ci comprendra 264 satellites et comprend à la fois des satellites de télécommunications et des satellites d'observation de la Terre. Sfera est un des projets majeurs de l'agence spatiale russe Roscosmos.

## Historique
Le projet Sfera a fait depuis 2019 l'objet de nombreuses échanges et a fortement évolué avant d'être définitivement approuvé début 2022. Un premier budget d'environ 370 millions USD est prévu pour la période allant jusqu'à 2024. Ces fonds proviennent en partie du budget du ministère de la Défense.    

## Objectifs
La constellation Sfera, qui comprend à la fois des satellites de télécommunications et des satellites d'observation de la Terre, est placée majoritairement sur une orbite basse. Elle doit permette de fournir des services de télécommunications avec un faible temps de latence et des images radar et optiques avec une fréquence de visite (survol d'un site donné) élevée : 20 minutes sur le territoire de la Russie, au minimum 1 jour pour le reste de la planète. Le projet répond à des besoins à la fois civils et militaires.

## Caractéristiques
La constellation comprend les satellites suivants,, : 
- 12 satellites de télécommunications Skif conçus pour fournir des liaisons internet à haut débit aux habitants des régions arctiques de la Russie. Placés sur une orbite polaire moyenne (8000 kilomètres), ces satellites d'environ une tonne seront déployés en deux vagues entre 2027 et 2029.
- les satellites de télécommunications en orbite géostationnaire Yamal (2 exemplaires) et Express (7 exemplaires).
- 4 satellites de télécommunications Express-RV circulant sur des orbites elliptiques hautes de type Molniya dont le premier lancement est prévu en 2025.
- 132 satellites Marathon placés sur une orbite basse et dédiés à l'internet des objets (IoT). Le premier lancement est prévu en 2024 et il pourrait y avoir jusqu'à 264 satellites. Ces satellites auraient une masse d'environ 50 kilogrammes.
- 3 satellites d'observation de la Terre Smotr dont le premier vol est prévu en 2028.
- 84 satellites d'observation de la Terre optiques Berkout-O, Berkout-S et Berkout-BV (haute résolution) dont le premier vol devrait intervenir en 2025. Ces satellites auraient une masse comprise entre 150 et 600 kg.
- 12 satellites d'observation de la Terre radar Berkout-X et Berkout-XLP dont le premier vol devrait intervenir en 2025.

## Mise en œuvre
Skif-D, précurseur des satellites Skif, a été placé en orbite le 22 octobre 2022. 